# Бразильська Антарктика

Територіальні претензії Бразилії

Бразильська Антарктика (порт. Antártida Brasileira) — сектор  Антарктики від 60°  південної широти до  Південного полюса і між 28° і 53°  західної довготи.
Бразилія підписала Договір про Антарктику 16 травня 1975 року. Однак, в 1986 р. сектор Бразильської Антарктики був оголошений зоною бразильських інтересів, хоча офіційно ніякі територіальні претензії при цьому не висувалися. Територія Бразильської Антарктики перетинається з Аргентинським і Британським секторами.
Бразилія з кожним роком зміцнює свою присутність в Антарктиці. З 1984 р. працювала цілорічна антарктична станція «Команданте Феррас», що розташовувалася, правда, в офіційному секторі Бразилії за межами Бразильської Антарктики. У 2008 р. першим з глав держав територію відвідав Президент Бразилії  Луіс Інасіу Лула да Сілва. Правда, ще раніше, в лютому 2005 року, Землю королеви Мод відвідала норвезька королева Соня, але вона не є офіційним главою держави. За місяць до візиту президента базу відвідали 13 бразильських парламентаріїв.
У 2012 році станцію було знищено пожежею. Закінчення відбудови бази за сучасним проектом очікується у 2018 році.

## Ресурси Інтернету
- WorldStatesmen — Antarctica [Архівовано 31 жовтня 2012 у Wayback Machine.]
- Flags of the World — Antarctica
- Map showing Brazilian Antarctica [Архівовано 14 вересня 2012 у Wayback Machine.]
- Antarctica, But Sliced Differently [Архівовано 27 січня 2010 у Wayback Machine.]
- W.L. de Freitas, A Antártica no contexto do Sistema Interamericano e a paz nas Américas, Colégio Interamericano de Defesa, Washington, D.C.
- Brazilian Antarctica Parliamentary Committee Official website
- Official website of the Brazilian Antarctic Programme[недоступне посилання з лютого 2019]
- Brazilian Navy's Antarctic Programme website  [Архівовано 3 квітня 2012 у Wayback Machine.]
- National Meteorolgy Center at the Com. Ferraz Antarctic Station — Live webcams and weather data from the Brazilian Antarctic Base.
- Website of the Brazilian Ministry of Environment's Antarctic Project
- Бразильський Антарктичний комітет
- Бразильська антарктична програма[недоступне посилання з лютого 2019]